# Colour Trip
Colour Trip war eine nordrhein-westfälische Crossover-Band aus Hagen, die 1988 unter dem Namen Accessory gegründet wurde und sich etwa 2002 auflöste.

## Geschichte
Nachdem die Band unter dem Namen Accessory im Jahr 1988 gegründet worden war, und 1992 ein Album veröffentlicht hatte, änderte sie ihren Namen Colour Trip. Nachdem das selbstbetitelte Debütalbum über Massacre Records 1993 veröffentlicht worden war, ging die Band zusammen mit Nuclear Assault auf Tour. Da die Band ihren Plattenvertrag mit Massacre Records wieder verlor, erschien das zweite Album GroundLevelSexType über Armageddon Records. Anfang 1995 ging die Gruppe zusammen mit Pro-Pain auf Tournee. Auf dieser spielte Colour Trip auch in Brüssel. Als jemand beobachtete, wie Araber T-Shirts aus dem Bandbus klauten, verfolgte die Band diese. Die Diebe zündeten die Kleidungsstücke an. Nachdem die Band dazustieß, zeigten sich noch mehr mit Baseballschlägern bewaffnete Bandenmitglieder, weshalb Colour Trip in den Club, in dem sie vorher gespielt hatte, flüchten musste. 1995 erschien das Album Full-Time Function, das im Woodhouse Studio aufgenommen worden war. 1999 zog die Band in die USA, ehe im Sommer 2002 Kill My Super Ego erschien. Nach der Auflösung von Colour Trip gründeten der Sänger Elmar Keineke und der Gitarrist Mark Wolzenburg zusammen mit weiteren Mitgliedern die Band The Wrath Project.

## Stil
Laut Holger Stratmann in der Rock Hard Enzyklopädie spielt die Band auf dem Accessory-Album noch gewöhnlichen Death Metal, ehe sie mit der Namensänderung verstärkt Industrial-Rock-Einflüsse eingearbeitet und sich ab dem dritten Album Groove Metal zugewandt habe. In seiner Rezension zum selbstbetitelten Debütalbum, merkte Frank Albrecht vom Rock Hard an, dass immer noch Death-Metal-Einflüsse hörbar seien. Auf dem Album vermische die Band Death-Metal-Riffs mit schnellen Passagen, Hip-Hop-Einflüssen und etwas Industrial. Das verwendete Englisch sei jedoch nicht immer akzentfrei, was Albrecht als peinlich empfand. Laut Jan Jaedike spielt die Band auf GroundLevelSexType Industrial-Death-Metal, der sehr groove-orientiert sei. Zudem setze die Band erstmals auf melodischen Gesang. Instrumententechnisch orientiere sich die Band am Crossover. In seiner Rezension zu Full-Time Function merkte Albrecht an, dass der Stilwandel, der mit jedem Album einhergehe, bei diesem Tonträger kaum vorhanden sei. Die Musik sei jedoch aggressiver als zuvor. Die Riffs seien hart und auch der Gesang sei wütend, hasserfüllt und Hardcore-Punk-artig. Die Geschwindigkeit der Lieder würden des Öfteren in sehr schnelle Bereiche abgleiten. Albrecht bezeichnete die Musik als Metalcore. Wolf-Rüdiger Mühlmann vom Rock Hard empfahl das Album Kill My Super Ego Freunden von Thrash Metal und Metalcore. Er zog einen Vergleich zur Band Pro-Pain und gab zudem an, dass die Band durch Gruppen wie Anthrax, Kreator und den Thrash-Metal-Boom der San Francisco Bay Area der 1980er Jahre beeinflusst wurde. Die Spielgeschwindigkeit der Lieder sei meist sehr hoch.
Tim Wölke vom Metal Hammer bezeichnete die Musik auf GroundLevelSexType als Crossover-Metal. Die Lieder des Albums seien oft eintönig und den Gesang bezeichnete Wölke als „Gebell“, das „einem spätestens nach dem vierten Song ziemlich auf die Nüsse [geht]“. Auch Matthias Mineur vom selben Magazin merkte in seiner Rezension zu Full-Time Function das „ständige rabiate Gebell“ an. Die Musik sei nicht mehr zeitgemäß und innovationslos.

## Diskografie
als Accessory
- 1990: Look into My Eyes (Demo, Eigenveröffentlichung)
- 1991: Symphonies of Disaster (Demo, Eigenveröffentlichung)
- 1991: Promo '91 (Demo, Eigenveröffentlichung)
- 1992: Within Your Mind… (Album, West Virginia Records)

als Colour Trip
- 1993: Colour Trip (Album, Massacre Records)
- 1994: GroundLevelSexType (Album, Armageddon Records)
- 1995: Full-Time Function (Album, Armageddon Records)
- 2002: Kill My Super Ego (Album, Arctic Music Group)